# Europese kampioenschappen kunstschaatsen 1939
De Europese Kampioenschappen kunstschaatsen 1939 was de 38e editie voor de mannen en de tiende editie voor de vrouwen en paren van het jaarlijks evenement dat georganiseerd wordt door de Internationale Schaatsunie (ISU).
Voor de enige keer vonden de drie kampioenschappen in drie afzonderlijke gaststeden plaats. Het toernooi voor de mannen werd in Davos gehouden. Het was de achtste keer dat het EK kampioenschap voor de mannen er plaatsvond, eerder werden de kampioenschappen van 1899, 1904, 1906, 1922, 1924, 1926 en 1929 ook in Davos gehouden. Het was de elfde keer dat een EK kampioenschap in Zwitserland plaatsvond, eerder werden de toernooien van 1931 (vrouwen en paren), 1935 en 1938 (mannen en vrouwen) in Sankt Moritz gehouden.
Het kampioenschap voor de vrouwen werd in Londen gehouden. Het was de tweede keer dat er een EK-toernooi plaatsvond, in 1933 werden alle drie de toernooien er gehouden.
Het kampioenschap voor de paren werd in Zakopane gehouden. Het was de tweede keer dat een EK-toernooi in een Poolse stad plaatsvond, in 1908 werd het veertiende EK voor de mannen in Warschau, toen behorend tot het Keizerrijk Rusland, gehouden.

## Historie
De Duitse en Oostenrijkse schaatsbond, verenigd in de "Deutscher und Österreichischer Eislaufverband", organiseerden zowel het eerste EK Schaatsen voor mannen als het eerste EK Kunstschaatsen voor mannen in 1891 in Hamburg, in toen nog het Duitse Keizerrijk, nog voor het ISU in 1892 werd opgericht. De internationale schaatsbond nam in 1892 de organisatie van het EK kunstschaatsen over. In 1895 werd besloten voortaan het WK kunstschaatsen te organiseren en kwam het EK te vervallen. In 1898, na twee jaar onderbreking, vond toch weer een herstart plaats van het EK kunstschaatsen.
De vrouwen en paren zouden vanaf 1930 jaarlijks om de Europese titel strijden. De ijsdansers streden vanaf 1954 om de Europese titel in het kunstschaatsen.

## Deelname
Er namen deelnemers uit elf landen deel aan deze kampioenschappen. Zij vulden 33 startplaatsen in de drie disciplines in.
(Tussen haakjes het totaal aantal startplaatsen over de disciplines.)
| Verenigd Koninkrijk (8) nazi-Duitsland (12) Roemenië (2) Tsjecho-Slowakije (2) | Zwitserland (2) Zweden (2) Denemarken (1) Hongarije (1) | Noorwegen (1) Polen (1) Joegoslavië (1) |

## Medaille verdeling
Bij de mannen veroverde Graham Sharp de Europese titel, het was zijn vierde medaille, in 1936, 1937 en 1938 werd hij tweede. Sharp was de eerste Brit en de veertiende man die Europees kampioen bij de mannen werd. Voor zijn landgenoot Freddie Tomlins op de tweede plaats en Horst Faber op de derde plaats was het hun eerste EK medaille.
Voor het eerst stonden er drie vrouwen uit één land op het erepodium. Bij het mannentoernooi had deze situatie al vier keer plaatsgevonden (1891, 1922, 1927 en 1928). Cecilia Colledge veroverde haar derde opeenvolgende Europese titel, het was haar zesde medaille, in 1933 en 1936 werd ze tweede en in 1935 derde. Megan Taylor op de tweede plaats stond voor de vierde keer op het erepodium, in 1936 werd ze derde en in 1937 en 1938 ook tweede. Voor Daphne Walker op plaats drie was het haar eerste medaille bij het EK kunstschaatsen.
Bij de paren was het erepodium voor het eerst een kopie van het jaar ervoor. Maxi Herber / Ernst Baier veroverden voor de vijfde keer op rij de Europese titel. Het was hun vijfde medaille als paar, voor Baier was het inclusief de vier medailles bij de mannen zijn negende EK medaille. Ilse Pausin / Erich Pausin op plaats twee, veroverden hun derde medaille, ook in 1937 en 1938 werden ze tweede. Het paar Inge Koch / Gunther Noack op de derde plaats veroverden hun tweede EK medaille, in 1938 werden ze ook tweede.
| Discipline | Goud                      | Zilver                     | Brons                     |
| ---------- | ------------------------- | -------------------------- | ------------------------- |
| Mannen     | Graham Sharp              | Freddie Tomlins            | Horst Faber               |
| Vrouwen    | Cecilia Colledge          | Megan Taylor               | Daphne Walker             |
| Paren      | Maxi Herber / Ernst Baier | Ilse Pausin / Erich Pausin | Inge Koch / Gunther Noack |

## Uitslagen
| #      | naam (deelname)      | land                         | pc |
| ------ | -------------------- | ---------------------------- | -- |
| Goud   | Graham Sharp (4)     | Vlag van Verenigd Koninkrijk |    |
| Zilver | Freddie Tomlins (4)  | Vlag van Verenigd Koninkrijk |    |
| Brons  | Horst Faber (3)      | Vlag van nazi-Duitsland      |    |
| 4      | Edi Rada (2)         | Vlag van nazi-Duitsland      |    |
| 5      | Hans Gerschwiler     | Vlag van Zwitserland         |    |
| 6      | Bo Mothander         | Vlag van Zweden              |    |
| 7      | Emil Ratzenhofer (2) | Vlag van nazi-Duitsland      |    |
| 8      | Franz Loichinger     | Vlag van nazi-Duitsland      |    |
| 9      | Hellmuth May         | Vlag van nazi-Duitsland      |    |
| 10     | Per Cock-Clausen     | Vlag van Denemarken          |    |
| 11     | Tony Austin          | Vlag van Verenigd Koninkrijk |    |
| 12     | Ian Currie           | Vlag van Verenigd Koninkrijk |    |

| #      | naam (deelname)        | land                         | pc |
| ------ | ---------------------- | ---------------------------- | -- |
| Goud   | Cecilia Colledge (6)   | Vlag van Verenigd Koninkrijk |    |
| Zilver | Megan Taylor (5)       | Vlag van Verenigd Koninkrijk |    |
| Brons  | Daphne Walker (2)      | Vlag van Verenigd Koninkrijk |    |
| 4      | Hanne Niernberger (3)  | Vlag van nazi-Duitsland      |    |
| 5      | Emmy Putzinger (4)     | Vlag van nazi-Duitsland      |    |
| 6      | Angela Anderes (2)     | Vlag van Zwitserland         |    |
| 7      | Eva Nyklova (2)        | Vlag van Tsjechië            |    |
| 8      | Gladys Jagger (4)      | Vlag van Verenigd Koninkrijk |    |
| 9      | Martha Musilek         | Vlag van nazi-Duitsland      |    |
| 10     | Anne Marie Saether (2) | Vlag van Noorwegen           |    |
| 11     | Britta Rahlen          | Vlag van Zweden              |    |
| 12     | Eva Katzova            | Vlag van Tsjechië            |    |

| Er deden negen paren uit zes landen mee. De Europees kampioen Ernst Baier nam voor de tiende keer deel aan een EK kampioenschap, van 1929-1933 en in 1935, 1936 nam hij deel bij de mannen en van 1935-1938 bij de paren. Dit was een evenaring van het recordaantal deelnames die Ulrich Salchow (tussen 1898-1913) en Karl Schäfer (van 1927-1936) hadden volbracht. Pausin / Pausin waren het paar met de meeste gezamenlijke deelnames, zijn namen voor de vierde keer deel. Voor Paul Schwab was het zijn tweede EK deelname, in 1937 nam hij deel in het mannentoernooi. Otto Weiss (in 1936 met Eva Prawitz) en Alfred Eisenbeisser (in 1934 met Irma Tymcic) namen dit jaar met een nieuwe schaatspartner deel. \| # \| naam (deelname) \| land \| pc \| \| ------ \| --------------------------------------- \| ----------------------------------------- \| -- \| \| Goud \| Maxi Herber (5) Ernst Baier (10) \| Vlag van nazi-Duitsland \| \| \| Zilver \| Ilse Pausin (4) Erich Pausin (4) \| Vlag van nazi-Duitsland \| \| \| Brons \| Inge Koch (3) Gunther Noack (3) \| Vlag van nazi-Duitsland \| \| \| 4 \| Erika Bass Bela Barcza \| Vlag van Hongarije (1915-1918, 1919-1946) \| \| \| 5 \| Stephanie Kalusz (3) Erwin Kalusz (3) \| Vlag van Polen (1928-1980) \| \| \| 6 \| Gisa Graetz Otto Weiss (2) \| Vlag van nazi-Duitsland \| \| \| 7 \| Silva Palme Paul Schwab (2) \| Vlag van Joegoslavië (1918–1943) \| \| \| 8 \| Trude Gube Heuchert \| Vlag van Roemenië \| \| \| 9 \| Ileana Moldovan Alfred Eisenbeisser (4) \| Vlag van Roemenië \| \| |                                         |                                           |    |
| # | naam (deelname)                         | land                                      | pc |
| Goud | Maxi Herber (5) Ernst Baier (10)        | Vlag van nazi-Duitsland                   |    |
| Zilver | Ilse Pausin (4) Erich Pausin (4)        | Vlag van nazi-Duitsland                   |    |
| Brons | Inge Koch (3) Gunther Noack (3)         | Vlag van nazi-Duitsland                   |    |
| 4 | Erika Bass Bela Barcza                  | Vlag van Hongarije (1915-1918, 1919-1946) |    |
| 5 | Stephanie Kalusz (3) Erwin Kalusz (3)   | Vlag van Polen (1928-1980)                |    |
| 6 | Gisa Graetz Otto Weiss (2)              | Vlag van nazi-Duitsland                   |    |
| 7 | Silva Palme Paul Schwab (2)             | Vlag van Joegoslavië (1918–1943)          |    |
| 8 | Trude Gube Heuchert                     | Vlag van Roemenië                         |    |
| 9 | Ileana Moldovan Alfred Eisenbeisser (4) | Vlag van Roemenië                         |    |

Medaillewinnaars

Mannen · 
Vrouwen ·
Paren · 
IJsdansen

Toernooi

1891 · 
1892 · 
1893 · 
1894 · 
1895 · 
1896-1897 · 
1898 · 
1899 · 
1900 · 
1901 · 
1902-1903 · 
1904 · 
1905 · 
1906 · 
1907 · 
1908 · 
1909 · 
1910 · 
1911 · 
1912 · 
1913 · 
1914 · 
1915-1921 · 
1922 · 
1923 · 
1924 · 
1925 · 
1926 · 
1927 · 
1928 · 
1929 · 
1930 · 
1931 · 
1932 · 
1933 · 
1934 · 
1935 · 
1936 · 
1937 · 
1938 · 
1939 ·
1940-1946 · 
1947 · 
1948 · 
1949 · 
1950 · 
1951 · 
1952 · 
1953 · 
1954 · 
1955 · 
1956 · 
1957 · 
1958 · 
1959 · 
1960 · 
1961 · 
1962 · 
1963 · 
1964 · 
1965 · 
1966 · 
1967 · 
1968 · 
1969 · 
1970 · 
1971 · 
1972 · 
1973 · 
1974 · 
1975 · 
1976 · 
1977 · 
1978 · 
1979 · 
1980 · 
1981 · 
1982 · 
1983 · 
1984 · 
1985 · 
1986 · 
1987 · 
1988 · 
1989 · 
1990 · 
1991 · 
1992 · 
1993 · 
1994 · 
1995 ·
1996 · 
1997 · 
1998 · 
1999 · 
2000 · 
2001 · 
2002 · 
2003 · 
2004 · 
2005 · 
2006 ·
2007 ·
2008 ·
2009 ·
2010 ·
2011 ·
2012 ·
2013 ·
2014 ·
2015 ·
2016 ·
2017 ·
2018 ·
2019 ·
2020 ·
2021 · 
2022 · 
2023 · 
2024 · 
2025

WK kunstschaatsen ·
WK kunstschaatsen junioren ·
Viercontinentenkampioenschap ·
Olympische Spelen